# ديفيد سميث (منافس ألعاب قوى)
ديفيد سميث (بالإنجليزية: Dave Smith) هو منافس ألعاب قوى بريطاني، ولد في 21 يونيو 1962 في كينغستون أبون هال في المملكة المتحدة.

## وصلات خارجية
- ديف سميث على موقع الاتحاد الدولي لألعاب القوى (الإنجليزية)
- ديف سميث على موقع ThePowerOf10.info (الإنجليزية)
- ديف سميث على موقع اللجنة الأولمبية الدولية (الإنجليزية)
- ديف سميث على موقع أوليمبيديا (الإنجليزية)
- ديف سميث على موقع اللجنة الأولمبية البريطانية (الإنجليزية)